# الرشيدي (يافع)

تعديل مصدري - تعديل

الرشيدي هي إحدى قرى عزلة لبعوس بمديرية يافع التابعة لمحافظة لحج، بلغ تعداد سكانها 150 نسمة حسب تعداد اليمن لعام 2004.